# (15898) Kharasterteam
(15898) Kharasterteam (1997 QP) – planetoida z pasa głównego asteroid okrążająca Słońce w ciągu 4,16 lat w średniej odległości 2,58 j.a. Odkryta 26 sierpnia 1997 roku.